# Plaque d'immatriculation azérie

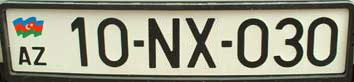
Plaque d'immatriculation de l'Azerbaïdjan

Les plaques d'immatriculation des véhicules de l’Azerbaïdjan sont généralement composées de deux chiffres, un tiret, deux lettres, un tiret et de trois chiffres (par exemple  12-AZ-345). Les plaques ont des caractères noirs sur fond blanc. 

Les plaques sont de la même taille que les autres plaques européenne et ont généralement un drapeau de l'Azerbaïdjan et un sigle «AZ» sur le côté gauche.

## Numérotation
Les deux premiers chiffres représentent l'emplacement où la voiture a été enregistrée et les deux lettres comprennent généralement un 'J'. 
- 01 - Abşeron.
- 10 - Bakou.
- 14 - Şabran
- 90 - Bakou.
- 99 - Bakou.

## Plaques spéciales
- Les véhicules diplomatiques sont équipés de plaques rouges avec des chiffres blancs, selon le modèle suivant : D #### ##AZ - où D est la lettre étroite « D » (semblable à celle qui figure sur les plaques françaises) ; # est un chiffre compris entre 0 et 9 ; et AZ sont les lettres « AZ » plus petites que la taille habituelle. Dans ce format, la lettre « D » souligne qu'il s'agit d'une voiture diplomatique et les trois chiffres suivants identifient l'ambassade (par exemple, 007 appartient à l'ambassade d'Allemagne) ; les deux derniers chiffres sont des numéros de série[1].
- Caravanes - Composé de la même manière que les plaques habituelles de l'Azerbaïdjan, mais sans trait d'union[2],[3].
- Étranger - Composé d'une lettre, trois numéros, d'un espace et trois autres numéros[4].